# Olympische Sommerspiele 2008/Teilnehmer (Seychellen)
| Gelbes Symbol für Goldmedaillen mit stilisierten Olympischen Ringen | Graues Symbol für Silbermedaillen mit stilisierten Olympischen Ringen | Braundes Symbol für Bronzemedaillen mit stilisierten Olympischen Ringen |
| ------------------------------------------------------------------- | --------------------------------------------------------------------- | ----------------------------------------------------------------------- |
| —                                                                   | —                                                                     | —                                                                       |

Die Seychellen waren mit der Teilnahme an den Olympischen Sommerspielen 2008 in Peking insgesamt zum 7. Mal bei Olympischen Spielen vertreten. Die erste Teilnahme war 1980. Insgesamt gehen neun Athleten für die Seychellen an den Start. Fahnenträger bei der Eröffnungsfeier war Georgie Cupidon.

## Badminton
- Juliette Ah-wan
Frauen, Mixed Doppel
- Georgie Cupidon
Männer, Mixed Doppel

## Gewichtheben
- Terrence Dixie
Männer, Klasse bis 85 kg

## Kanu
- Tony Lespoir
Männer, Kajak-Einer, 500 m und 1000 m

## Leichtathletik
- Danny D’Souza
Männer, 100-m-Lauf
- Lindy Leveau-Agricole
Frauen, Speerwurf

## Schwimmen
- Shrone Austin
Frauen, 400 m Freistil
- Dwayne Benjamin Didon
Männer, 50 m Freistil

## Segeln
- Allan Julie
Männer, Laser